# Temporada 1994-95 de los Utah Jazz
La temporada 1994-95 fue la vigesimoprimera de los Jazz en la NBA, y la decimosexta en su ubicación en Salt Lake City, tras cinco temporadas en Nueva Orleans. La temporada regular acabó con 60 victorias y 22 derrotas, ocupando el tercer puesto de la Conferencia Oeste, clasificádose para los playoffs, en los que cayeron en la primera ronda ante los Houston Rockets.

## Elecciones en elDraft
| Ronda | Puesto | Jugador      | Posición | Nacionalidad   | Universidad    |
| ----- | ------ | ------------ | -------- | -------------- | -------------- |
| 2     | 47     | Jamie Watson | SF       | Estados Unidos | South Carolina |

## Temporada regular
| División Medio Oeste   | División Medio Oeste | División Medio Oeste | División Medio Oeste | División Medio Oeste | División Medio Oeste | División Medio Oeste | División Medio Oeste | División Medio Oeste |
| Equipo                 | G                    | P                    | %                    | PD                   | Casa                 | Fuera                | Div                  |                      |
| ---------------------- | -------------------- | -------------------- | -------------------- | -------------------- | -------------------- | -------------------- | -------------------- | -------------------- |
| y-San Antonio Spurs    | 62                   | 20                   | .756                 | —                    | 33–8                 | 29–12                | 20–6                 |                      |
| x-Utah Jazz            | 60                   | 22                   | .732                 | 2                    | 33–8                 | 27–14                | 17–9                 |                      |
| x-Houston Rockets      | 47                   | 35                   | .573                 | 15                   | 25–16                | 22–19                | 13–13                |                      |
| x-Denver Nuggets       | 41                   | 41                   | .500                 | 21                   | 23–18                | 18–23                | 13–13                |                      |
| Dallas Mavericks       | 36                   | 46                   | .439                 | 26                   | 19–22                | 17–24                | 11–15                |                      |
| Minnesota Timberwolves | 21                   | 61                   | .256                 | 41                   | 13–28                | 8–33                 | 4–22                 |                      |

## Playoffs

### Primera ronda
Houston Rockets  vs. Utah Jazz
| Fecha       | Partido                             | Ciudad  |
| ----------- | ----------------------------------- | ------- |
| 27 de abril | Utah Jazz 102, Houston Rockets 100  | Utah    |
| 29 de abril | Utah Jazz 126, Houston Rockets 140  | Utah    |
| 3 de mayo   | Houston Rockets 82, Utah Jazz 95    | Houston |
| 5 de mayo   | Houston Rockets 123, Utah Jazz 106  | Houston |
| 7 de mayo   | Utah Jazz 91, Houston Rockets 95    | Utah    |
|             | Houston Rockets gana las series 3-2 |         |

## Estadísticas

### Temporada regular
| Rk | Jugador         | Edad | P  | PT | MP   | TC   | TCI  | %TC  | T3  | T3I | %T3  | TL  | TLI | %TL  | RO  | RD  | RT   | AS   | RB  | TAP | BP  | FP  | PTS  |
| -- | --------------- | ---- | -- | -- | ---- | ---- | ---- | ---- | --- | --- | ---- | --- | --- | ---- | --- | --- | ---- | ---- | --- | --- | --- | --- | ---- |
| 1  | Karl Malone     | 31   | 82 | 82 | 38.1 | 10.1 | 18.9 | .536 | 0.1 | 0.5 | .268 | 6.3 | 8.5 | .742 | 1.9 | 8.7 | 10.6 | 3.5  | 1.6 | 1.0 | 2.9 | 3.3 | 26.7 |
| 2  | John Stockton   | 32   | 82 | 82 | 35.0 | 5.2  | 9.6  | .542 | 1.2 | 2.8 | .449 | 3.0 | 3.7 | .804 | 0.7 | 2.4 | 3.1  | 12.3 | 2.4 | 0.3 | 3.3 | 2.6 | 14.7 |
| 3  | Jeff Hornacek   | 31   | 81 | 81 | 33.3 | 6.0  | 11.6 | .514 | 1.1 | 2.7 | .406 | 3.5 | 4.0 | .882 | 0.7 | 1.9 | 2.6  | 4.3  | 1.6 | 0.2 | 1.8 | 2.2 | 16.5 |
| 4  | Felton Spencer  | 27   | 34 | 34 | 26.6 | 3.1  | 6.3  | .488 | 0.0 | 0.0 |      | 3.1 | 4.0 | .793 | 2.6 | 5.0 | 7.6  | 0.5  | 0.4 | 0.9 | 2.0 | 3.9 | 9.3  |
| 5  | David Benoit    | 26   | 71 | 67 | 25.9 | 4.0  | 8.3  | .486 | 0.5 | 1.6 | .330 | 1.9 | 2.2 | .841 | 1.4 | 3.8 | 5.2  | 0.8  | 0.6 | 0.7 | 1.1 | 2.6 | 10.4 |
| 6  | Antoine Carr    | 33   | 78 | 4  | 21.5 | 3.7  | 7.0  | .531 | 0.0 | 0.1 | .250 | 2.1 | 2.6 | .821 | 1.0 | 2.4 | 3.4  | 0.9  | 0.3 | 0.9 | 1.1 | 3.2 | 9.6  |
| 7  | Adam Keefe      | 24   | 75 | 0  | 16.9 | 2.3  | 4.0  | .577 | 0.0 | 0.0 |      | 1.6 | 2.3 | .676 | 1.8 | 2.6 | 4.4  | 0.4  | 0.5 | 0.3 | 0.8 | 1.9 | 6.1  |
| 8  | Blue Edwards    | 29   | 36 | 0  | 16.8 | 2.7  | 5.5  | .495 | 0.3 | 0.9 | .344 | 0.9 | 1.2 | .762 | 0.7 | 1.1 | 1.8  | 0.8  | 0.7 | 0.2 | 1.2 | 2.2 | 6.6  |
| 9  | Tom Chambers    | 35   | 81 | 4  | 15.3 | 2.4  | 5.3  | .457 | 0.0 | 0.3 | .167 | 1.3 | 1.7 | .807 | 0.8 | 1.8 | 2.6  | 0.9  | 0.3 | 0.4 | 0.6 | 2.1 | 6.2  |
| 10 | James Donaldson | 37   | 43 | 40 | 14.3 | 1.0  | 1.7  | .595 | 0.0 | 0.0 |      | 0.5 | 0.7 | .710 | 0.4 | 2.0 | 2.5  | 0.3  | 0.1 | 0.7 | 0.5 | 1.5 | 2.6  |
| 11 | Bryon Russell   | 24   | 63 | 15 | 13.7 | 1.7  | 3.8  | .437 | 0.2 | 0.7 | .295 | 1.0 | 1.5 | .667 | 0.7 | 1.5 | 2.2  | 0.5  | 0.8 | 0.2 | 0.7 | 1.6 | 4.5  |
| 12 | Walter Bond     | 25   | 18 | 0  | 13.3 | 2.0  | 4.0  | .500 | 0.8 | 2.1 | .378 | 0.6 | 0.9 | .688 | 0.4 | 1.1 | 1.5  | 0.9  | 0.3 | 0.2 | 0.8 | 2.1 | 5.4  |
| 13 | John Crotty     | 25   | 80 | 0  | 12.7 | 1.2  | 2.9  | .403 | 0.1 | 0.5 | .306 | 1.2 | 1.5 | .810 | 0.3 | 0.9 | 1.2  | 2.6  | 0.5 | 0.1 | 0.9 | 1.3 | 3.7  |
| 14 | Jay Humphries   | 32   | 12 | 0  | 12.4 | 0.3  | 2.1  | .160 | 0.2 | 0.3 | .667 | 0.0 | 0.0 |      | 0.2 | 0.7 | 0.8  | 0.8  | 0.6 | 0.0 | 1.0 | 2.1 | 0.8  |
| 15 | Jamie Watson    | 22   | 60 | 1  | 11.2 | 1.3  | 2.5  | .500 | 0.1 | 0.3 | .263 | 0.6 | 0.9 | .679 | 0.3 | 1.0 | 1.2  | 1.0  | 0.6 | 0.2 | 0.9 | 1.4 | 3.3  |

### Playoffs
| Rk | Jugador         | Edad | P | PT | MP   | TC  | TCI  | %TC  | T3  | T3I | %T3   | TL   | TLI  | %TL   | RO  | RD   | RT   | AS   | RB  | TAP | BP  | FP  | PTS  |
| -- | --------------- | ---- | - | -- | ---- | --- | ---- | ---- | --- | --- | ----- | ---- | ---- | ----- | --- | ---- | ---- | ---- | --- | --- | --- | --- | ---- |
| 1  | Karl Malone     | 31   | 5 | 5  | 43.2 | 9.6 | 20.6 | .466 | 0.2 | 0.6 | .333  | 10.8 | 15.6 | .692  | 3.0 | 10.2 | 13.2 | 3.8  | 1.4 | 0.4 | 2.8 | 3.6 | 30.2 |
| 2  | John Stockton   | 32   | 5 | 5  | 38.6 | 6.8 | 14.8 | .459 | 1.6 | 4.0 | .400  | 2.6  | 3.4  | .765  | 1.2 | 2.2  | 3.4  | 10.2 | 1.4 | 0.2 | 2.8 | 2.6 | 17.8 |
| 3  | Jeff Hornacek   | 31   | 5 | 5  | 35.6 | 5.2 | 10.2 | .510 | 1.4 | 2.6 | .538  | 2.2  | 2.8  | .786  | 0.6 | 0.6  | 1.2  | 4.0  | 1.6 | 0.2 | 1.4 | 3.8 | 14.0 |
| 4  | David Benoit    | 26   | 5 | 5  | 33.4 | 4.2 | 9.0  | .467 | 2.2 | 5.0 | .440  | 1.2  | 1.8  | .667  | 1.4 | 4.2  | 5.6  | 0.8  | 0.4 | 0.8 | 2.0 | 2.0 | 11.8 |
| 5  | Antoine Carr    | 33   | 5 | 0  | 22.8 | 2.8 | 6.2  | .452 | 0.0 | 0.0 |       | 4.0  | 4.8  | .833  | 0.6 | 2.4  | 3.0  | 1.4  | 0.6 | 1.0 | 0.8 | 5.2 | 9.6  |
| 6  | Adam Keefe      | 24   | 4 | 0  | 17.3 | 1.8 | 3.0  | .583 | 0.0 | 0.0 |       | 1.0  | 1.5  | .667  | 2.0 | 2.3  | 4.3  | 0.5  | 1.3 | 0.3 | 0.0 | 1.0 | 4.5  |
| 7  | James Donaldson | 37   | 5 | 5  | 15.2 | 1.0 | 1.2  | .833 | 0.0 | 0.0 |       | 0.8  | 0.8  | 1.000 | 0.6 | 1.2  | 1.8  | 0.0  | 0.0 | 0.6 | 0.4 | 1.6 | 2.8  |
| 8  | Tom Chambers    | 35   | 5 | 0  | 12.0 | 2.2 | 4.4  | .500 | 0.2 | 0.6 | .333  | 1.8  | 2.6  | .692  | 0.6 | 2.0  | 2.6  | 0.4  | 0.4 | 0.0 | 0.6 | 3.6 | 6.4  |
| 9  | Jamie Watson    | 22   | 5 | 0  | 11.4 | 1.2 | 1.8  | .667 | 0.0 | 0.0 |       | 0.0  | 0.0  |       | 0.2 | 0.0  | 0.2  | 0.6  | 0.4 | 0.2 | 1.2 | 2.4 | 2.4  |
| 10 | Blue Edwards    | 29   | 4 | 0  | 8.3  | 1.0 | 3.0  | .333 | 0.3 | 0.3 | 1.000 | 0.0  | 0.0  |       | 0.3 | 1.3  | 1.5  | 0.8  | 0.5 | 0.0 | 0.8 | 0.8 | 2.3  |
| 11 | John Crotty     | 25   | 3 | 0  | 8.0  | 0.7 | 1.0  | .667 | 0.0 | 0.0 |       | 1.0  | 1.7  | .600  | 0.0 | 0.0  | 0.0  | 2.0  | 0.3 | 0.0 | 0.0 | 0.7 | 2.3  |
| 12 | Bryon Russell   | 24   | 2 | 0  | 6.5  | 2.0 | 3.5  | .571 | 1.0 | 2.0 | .500  | 0.5  | 1.0  | .500  | 0.5 | 0.5  | 1.0  | 1.5  | 0.5 | 0.0 | 0.0 | 1.0 | 5.5  |

## Galardones y récords
| Jugador       | Galardón                                                                 |
| John Stockton | Mejor quinteto de la NBA 2.º Mejor quinteto defensivo de la NBA All-Star |
| Karl Malone   | Mejor quinteto de la NBA All-Star                                        |